# Teatre romà de Guelma

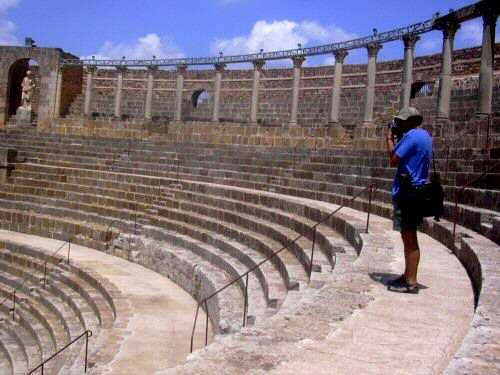
El Teatre romà de Guelma (Algèria).

El Teatre romà de Guelma, ciutat del nord-est d'Algèria, va ser construït el 201, i es basa en una base de terraplens de pedra retallada. El teatre va ser desmantellat progressivament i reconstruït de nou entre 1902 i 1918. L'edifici acull el museu de la ciutat romana de Guelma.

## Història
Se sap per dues inscripcions, que el teatre es va construir gràcies al evergetismo de Annia Elia Restituta, que va gastar 400 000 sestercis per a la diversió dels seus conciutadans, que li van erigir cinc estàtues en agraïment. En les inscripcions, a Elia Restituta se la identifica com flaminica Augustorum perpètua, és a dir, com a sacerdotessa del culte imperial dels Augustos, que poden ser o bé Marco Aurelio i Lucio Vero, o bé Septimio Sever i Caracalla, la qual cosa situa el teatre a principis del segle III.
Després de la seva destrucció, es va utilitzar com a pedrera de pedra per a la construcció d'altres edificis de la ciutat. Entre 1902 i 1918 va ser reconstruït per l'arqueòleg Charles Albert Joly i acull representacions teatrals i el museu arqueològic de la ciutat de Guelma.